# K·丹纳·克劳泽
K·丹纳·克劳泽（英語：K. Danner Clouser，1930年4月26日—2000年8月14日）是一位美国生物倫理學家。克劳泽1955年在葛底斯堡路德宗神学院获得学士学位，1961年在哈佛大学获得博士学位，此后先后在达特茅斯学院和卡尔顿学院任教，之后进入宾夕法尼亚州立大学至退休，并于1968年开设了宾夕法尼亚州立大学医学院首个人文课程，2000年死于胰腺癌。